# Giovambattista Perrotta

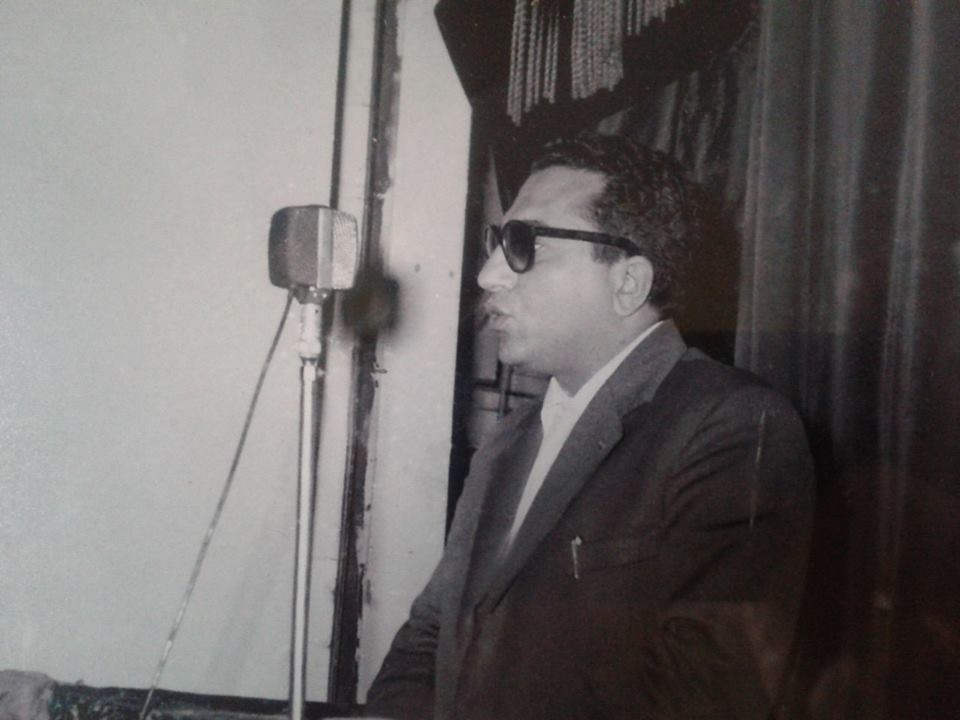

Giovambattista Perrotta (Eboli, 1922 – Napoli, 11 settembre 1989) è stato un politico italiano, dirigente del Partito comunista italiano.

## Biografia
Dopo aver militato, durante il ventennio fascista, nelle forze antifasciste ebolitane sotto la guida di Mario Garuglieri, fondò in provincia di Salerno, assieme a Pino Lanocita, la Federbraccianti e, successivamente, l'Alleanza dei contadini, promuovendo e dirigendo l'occupazione delle terre nel Buccinese e nel Sele. 
Divenne segretario per 10 anni della Federazione salernitana del Partito comunista italiano. Per due legislature fu capogruppo al Consiglio comunale di Salerno e dal 1970 al 1980 consigliere regionale e vice presidente dell'Assemblea regionale. Duratura fu la sua collaborazione con i principali esponenti comunisti italiani, tra i quali si ricordano, in particolare, Giorgio Amendola e l'amico Abdon Alinovi.

## Riconoscimenti
Alla memoria di Giovanni Perrotta l'avvocato Gaetano Troisi volle dedicare il suo volume Il gioco dei giusti, pubblicato nel 1991.
Il comune di Eboli ha voluto onorare l'on. Perrotta intitolandogli una via cittadina.